# Hobart (Oklahoma)
Hobart è un comune degli Stati Uniti d'America, situato in Oklahoma, nella contea di Kiowa.